# 1947 (numero)
Millenovecentoquarantasette (1947) è il numero naturale dopo il 1946 e prima del 1948.

## Proprietà matematiche
- È un numero dispari.
- È un numero sfenico.
- È un numero composto da 8 divisori: 1, 3, 11, 33, 59, 177, 649, 1947. Poiché la somma dei suoi divisori (escluso il numero stesso) è 933 < 1947, è un numero difettivo.
- È un numero nontotiente in quanto dispari e diverso da 1.
- È un numero intero privo di quadrati.
- È un numero malvagio.
- È parte delle terne pitagoriche (1196, 1947, 2285), (1947, 2596, 3245), (1947, 3304, 3835), (1947, 5040, 5403), (1947, 10620, 10797), (1947, 15604, 15725), (1947, 19096, 19195), (1947, 32096, 32155), (1947, 57420 57453), (1947, 172304, 172315), (1947, 210596, 210605), (1947, 631800, 631803), (1947, 1895404, 1895405).

## Astronomia
- 1947 Iso-Heikkilä è un asteroide della fascia principale del sistema solare.

## Astronautica
- Cosmos 1947 è un satellite artificiale russo.